# 17043 Santucci
17043 Santucci este o planetă minoră (asteroid) din centura de asteroizi. A fost descoperită pe 19 martie 1999 la Experimental Test Site⁠(d) de Lincoln Near-Earth Asteroid Research. 
Obiectul prezintă o orbită caracterizată de o semiaxă mare de 2,1661013 UAi, o excentricitate de 0,04, o înclinație de 2,84818 ° în raport cu ecliptica.